# Міжнародний конкурс балету «Юніор Балет-Фест»
Конкурс «Юніор Балет-Фест» — змагання молодих виконавців класичного і сучасного балету, що проходить у Львові починаючи з 2016 року Конкурсні вікові категорії проводяться молодша 7-10, середня 11-13, старша 14-16, професіонали 17-21 рік. Основні цілі конкурсу — популяризація і розвиток кращих традицій балетної виконавської школи, виявлення молодих талановитих артистів балету, участь в їх професійному розвитку і сприяння в реалізації їх творчого потенціалу.
Конкурс був заснований з ініціативи соліста балету Львівської національної опери Миколи Санжаревського

## Історія
Конкурс почав своє життя в 2016 році як дитяча номінація міжнародного конкурсу хореографів «Балет-Fest» у Львівській національній опері. У 2017 був виділений в окремий конкурс і включив в себе номінацію виконавців і хореографів — постановників.

## Переможці

### 2016
1 місце — Рудницька С.
2 місце — Мєдведева М.
3 місце — Демидова О.

### 2017
Молодша група
1 премія — Костянтинівська Д., Давидова М.
2 премія — Хлопецкого В., Мормуль П.,
3 премія — Бадіка А., Хилько В.
Середня група
1 премія — Каляндрук М., Чеснова О.
2 премія — Бусько В., Кались В.
3 премія — Дубчінская Н., Волошко І.
Старша група
1 премія — Коростельова А., Беркова Д.
2 премія — Хуторянська І., Прохода М.
3 премія — Вялько Б., Кіш Д.
Професіонали
1 премія — Romano Silva,
2 премія — Лопатіна Р., Марусенко А.
Номінація «Юні хореографи»
1 премія — Гордійчук Д.
2 премія — Малакі Ян
Номінація «Ансамбль»
2 премія — Студія «Жизель»
3 премія — Школа В.Писарєва